# Salm-Salm

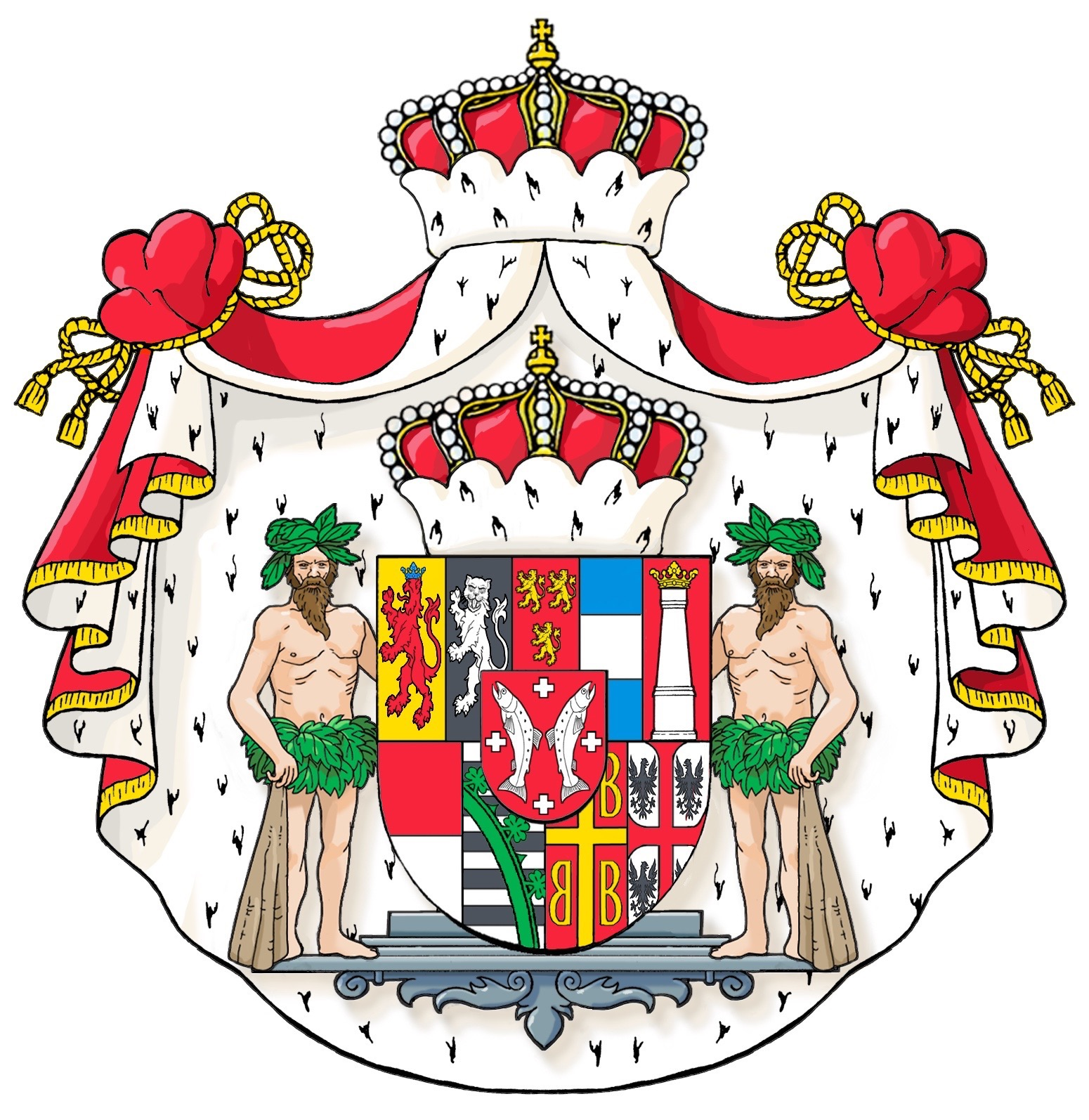
Wappen der Fürsten zu Salm-Salm

Salm-Salm ist ein deutsches Hochadelsgeschlecht und bildet eine der zahlreichen Linien der Grafen und späteren Fürsten zu Salm.

## Geschichte

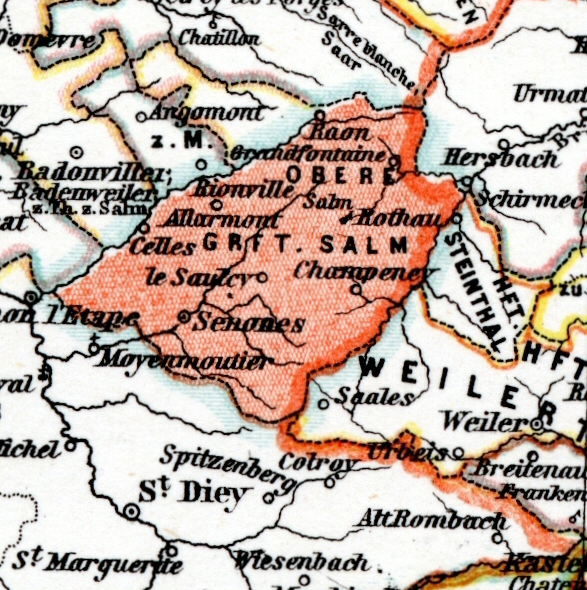
Das Fürstentum Obersalm (Salm-Salm) ab 1751

Die Herrschaft Obersalm lag in den Vogesen um die Burg Salm in La Broque bei Schirmeck. Die Linie Obersalm des Hauses Salm starb im 15. Jahrhundert aus, eine Hälfte des Nachlasses ging im Jahr 1475 an die Wild- und Rheingrafen zu Dhaun und Kyrburg, die sich nun ebenfalls Grafen zu Salm nannten.
Im Jahr 1623 wurde Graf Philipp Otto zu Salm, Wild- und Rheingraf, in den erblichen Reichsfürstenstand erhoben. Sitz der Linie war Badonviller (zuvor die dortige Burg Pierre-Percée). Das Erbe der fürstlichen Linie ging durch Heirat der Erbtochter Dorothée 1719 auf die flandrische Nebenlinie über, die Nachfahren von Karl Florentin (1638–1676), der sich 1657 die Grafschaft Hoogstraten bei Antwerpen erheiratet hatte. Im Frieden von Wien (1738) wurde die Abtretung von Badonviller und von Fénétrange an Lothringen vereinbart, 1739 wurde der Linie ebenfalls der Reichsfürstenstand zuerkannt und 1751 das Fürstentum Salm-Salm (Principauté Salm-Salm) gebildet. Residenz wurde das im Jahr 1754 von Nikolaus Leopold Fürst zu Salm-Salm erbaute Schloss Senones in den Vogesen. Nachdem das Herzogtum Lothringen im Jahr 1766 an Frankreich übergegangen war, bildete das Fürstentum eine Exklave des Heiligen Römischen Reichs in Frankreich. Nach der Französischen Revolution wurde diese im Jahr 1791 durch Frankreich annektiert.
Die Fürsten zu Salm-Salm verlegten ihre Residenz daraufhin auf die Burg Anholt in Westfalen, die sie samt der Herrschaft Anholt bereits im Jahr 1649 von den Grafen von Bronckhorst-Batenburg übernommen hatten. Diese Herrschaft wurde im Jahr 1802 unter Hinzuerwerb der vormals fürstbischöflichen Ämter Bocholt und Ahaus sowie der Herrschaft Gemen zum Fürstentum Salm erhoben, das bis zum 28. Februar 1811 (100 Monate) einen Staat im äußersten Westen Westfalens bildete und unter der gemeinsamen Herrschaft des Fürstenhauses Salm-Salm und des (ebenfalls von Frankreich enteigneten) Fürstenhauses Salm-Kyrburg (als Kondominium) stand. Sein Staatsgebiet deckte sich ungefähr mit dem heutigen Kreis Borken (Westmünsterland), die gemeinschaftliche Regierung saß in Bocholt, während Residenzen die Schlösser Anholt (Salm-Salm) und Ahaus (bis 1829 im Besitz der Salm-Kyrburg) waren. Das selbstständige Territorium wurde durch Napoleon aufgelöst und von Frankreich annektiert. Es sollte nicht mehr wiederhergestellt werden, denn auf dem Wiener Kongress scheiterten die Bemühungen um eine Restauration; das kleine Fürstentum wurde Preußen zugesprochen und war fortan Teil der preußischen Provinz Westfalen.
Die fürstliche Hauptlinie ist bis heute auf der Burg Anholt sowie seit dem Jahr 1860 auch auf Schloss Rhede ansässig; Seitenzweige bewohnen und bewirtschaften das 1912 erworbene Gut Haus Loburg bei Coesfeld und das 1940 ererbte Schloss mit Weingut Wallhausen (bei Bad Kreuznach).

## Bekannte Familienmitglieder

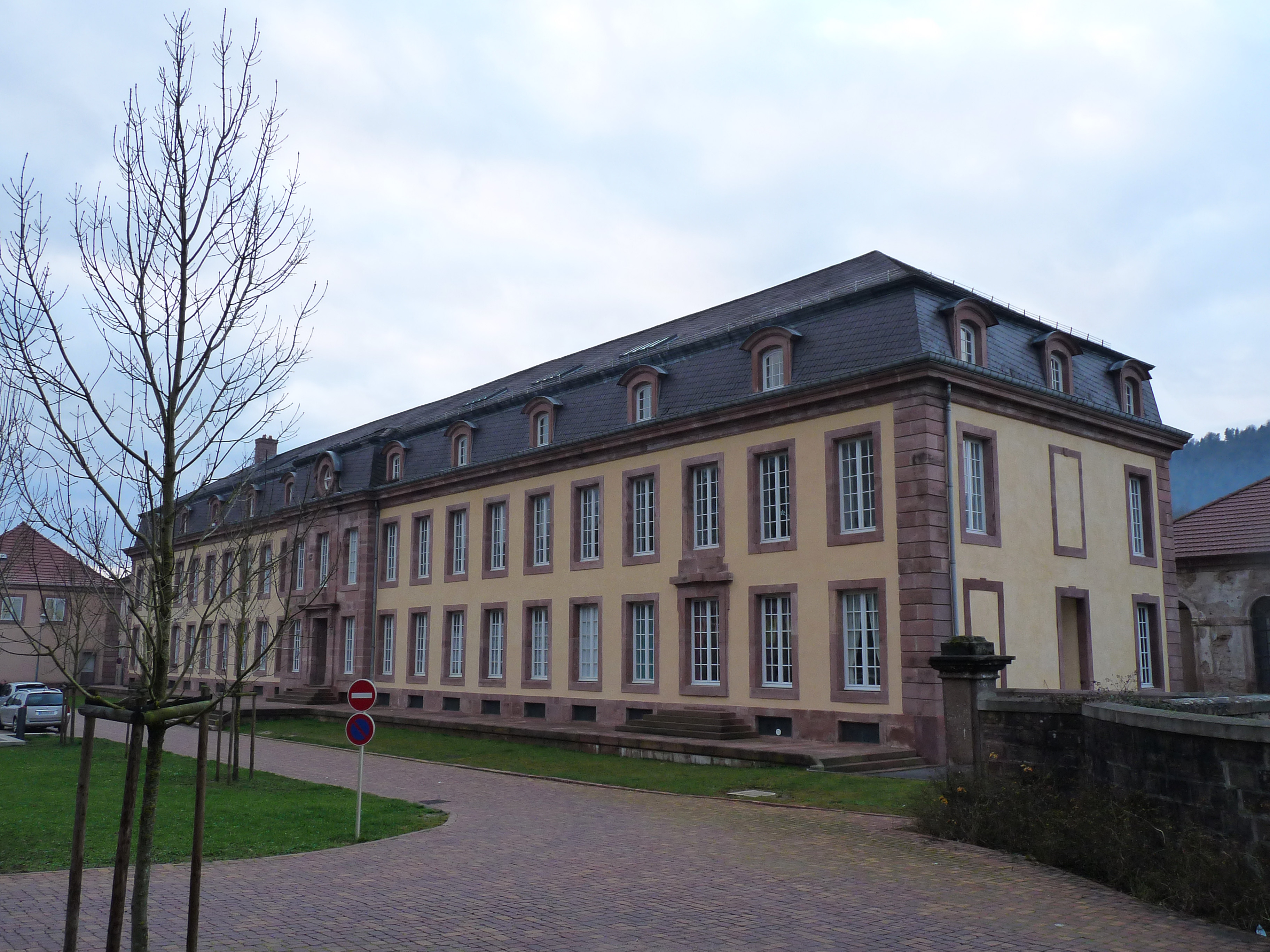
Schloss in Senones, ab 1751 Residenz des Hauses Salm-Salm

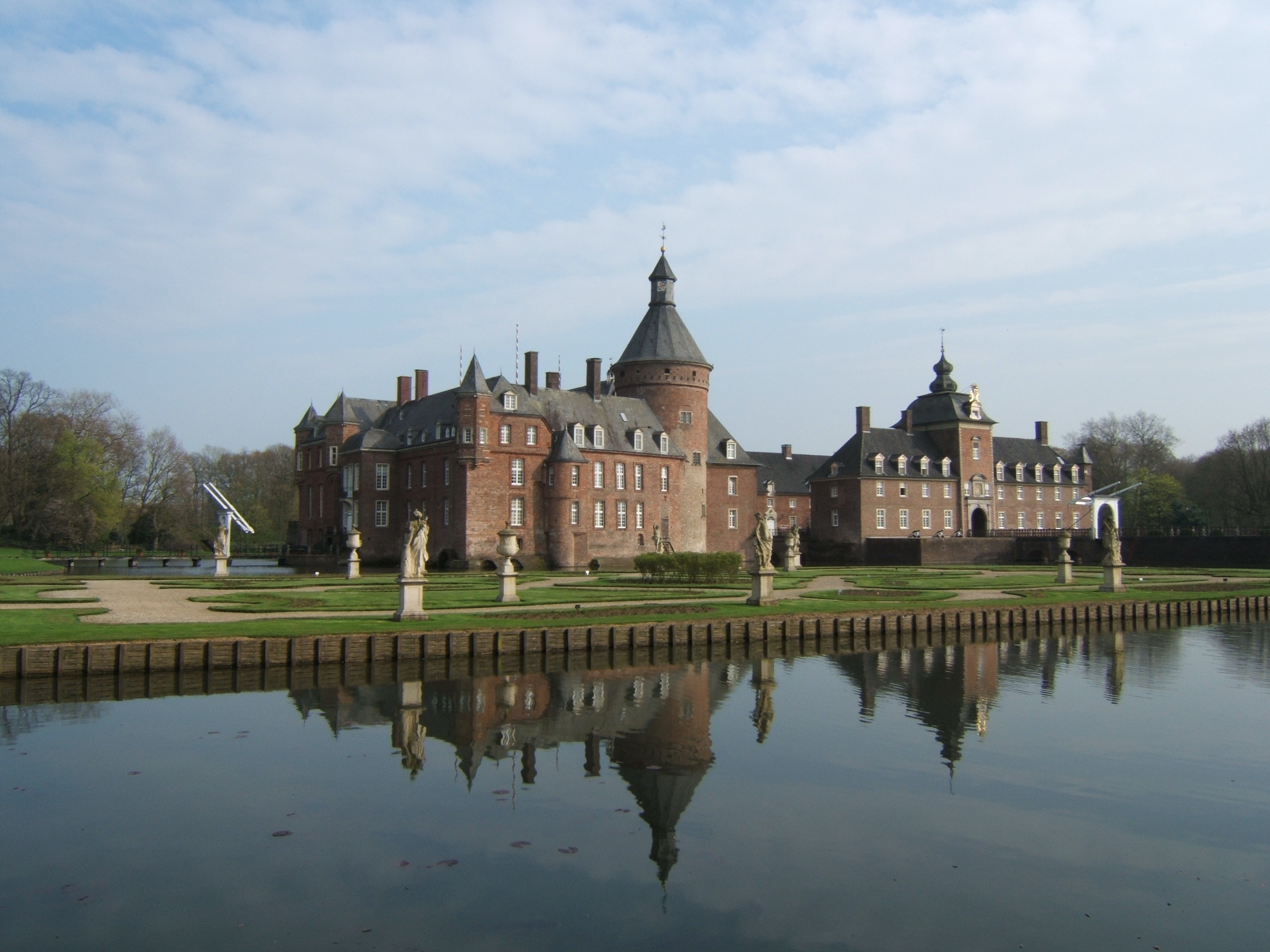
Wasserburg Anholt, Westfalen, im Besitz des Hauses Salm-Salm seit 1647

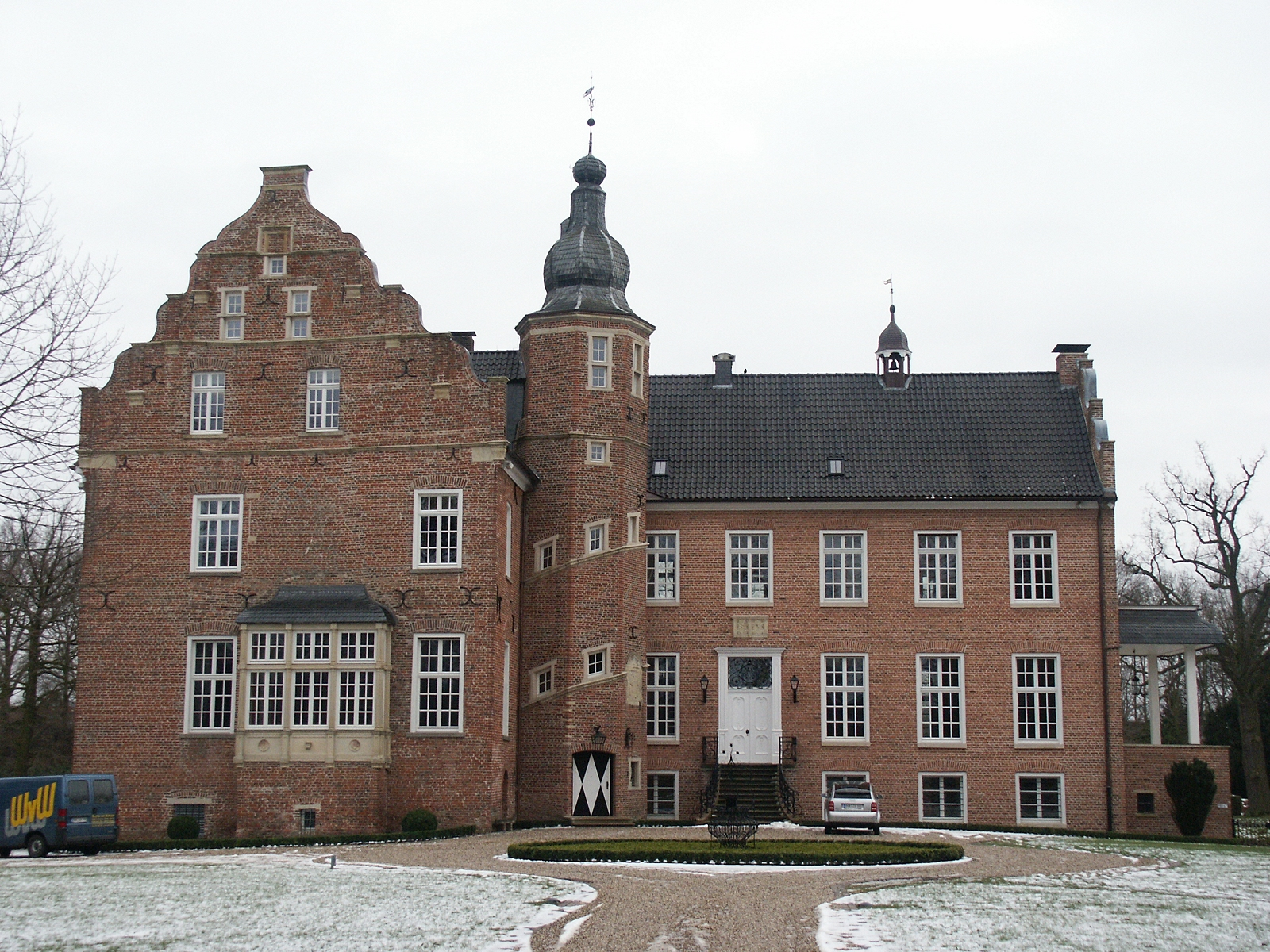
Haus Rhede, Westfalen, seit 1860 im Besitz der Familie

### Fürsten zu Salm-Salm
- Nikolaus Leopold zu Salm-Salm (1701–1770), 1. Fürst zu Salm-Salm, Herzog von Hoogstraten, Wild- und Rheingraf (1701–1770)
  - Ludwig zu Salm-Salm (1721–1778), 2. Fürst zu Salm-Salm, Wild- und Rheingraf
  - Maximilian Friedrich Ernst Prinz zu Salm-Salm (1732–1773), Herzog von Hoogstraten, Wild- und Rheingraf
  - Wilhelm Florentin von Salm-Salm (1745–1810), Erzbischof von Prag
- Konstantin Alexander Joseph zu Salm-Salm (1762–1828), 1806 Mitbegründer des Rheinbundes, 3. Fürst zu Salm-Salm, Sohn von Maximilian Friedrich Ernst zu Salm-Salm (1732–1773), 3 Ehefrauen
  - Florentin zu Salm-Salm (1786–1846), 4. Fürst zu Salm-Salm auf Wasserburg Anholt, Ehemann von Flaminia de Rossi
    - Alfred Konstantin Alexander Angelus Maria zu Salm-Salm (1814–1886), 5. Fürst zu Salm-Salm, Herzog von Hoogstraten
      - Leopold zu Salm-Salm (1838–1908), 6. Fürst zu Salm-Salm
      - Alfred zu Salm-Salm (1846–1923), 7. Fürst zu Salm-Salm (siehe unten)

    - Emil Prinz zu Salm-Salm (1820–1858) ⚭ 9. Januar 1851 Agnes Wilhelmine Elisabeth Friederike von Ising (1822–1887); 1860: Alfred erwirbt für Emils Witwe das Schloss Rhede
    - Felix zu Salm-Salm (1828–1870), preußischer Major, amerikanischer und mexikanischer Oberst
    - Agnes zu Salm-Salm (1844–1912), Zirkusreiterin, Schauspielerin und Krankenschwester

  - Georg Leopold Prinz zu Salm-Salm (1793–1836)
  - Franz-Joseph Friedrich Prinz zu Salm-Salm (1801–1842) ⚭ Marie Josephine Sophie Prinzessin zu Löwenstein-Wertheim-Rosenberg
    - Eleonore zu Salm-Salm (1842–1891) ⚭ Mariano Téllez-Girón y Beaufort, 12. Herzog von Osuna (1814–1882)

  - sowie 5 Söhne aus morganatischer dritter Ehe (Grafen von Salm-Hoogstraeten)

### Anschluss
- Alfred Ferdinand Stephan zu Salm-Salm (1846–1923), 7. Fürst zu Salm-Salm, Sohn des Alfred Konstantin zu Salm-Salm
  - Emanuel zu Salm-Salm (1871–1916 im Ersten Weltkrieg gefallen), Erbprinz zu Salm-Salm
  - Maria Christina Prinzessin zu Salm-Salm (1879–1962), Erzherzogin von Österreich, Ehefrau von Emanuel zu Salm-Salm
    - Nikolaus Leopold Heinrich zu Salm-Salm (1906–1988)
      - Carl Philipp zu Salm-Salm (1933–2024)
        - Emanuel Philipp Nikolaus Johann Felix Fürst zu Salm-Salm (* 1961), (Titel nach historischem Adelsrecht: 10. Fürst zu Salm-Salm, 10. Fürst zu Salm-Kyrburg, 15. Fürst zu Salm, Wild- und Rheingraf, Fürst zu Ahaus und Bocholt, Herzog von Hoegstraeten, Herr zu Anholt, Vinstingen und Werth), Hochmeister des Bundes der Historischen Deutschen Schützenbruderschaften

  - Franz Emanuel Konstantin Prinz zu Salm und Salm-Salm, Wild- und Rheingraf (1876–1965), Eigentümer von Haus Loburg, Coesfeld
    - Franz-Karl Prinz zu Salm und Salm-Salm, Wild- und Rheingraf (1917–2011); seine Frau wurde 1940 Erbin von Johannes Evangelist von Dalberg, letzter männlicher Vertreter der Freiherren von Dalberg
      - Michael Prinz zu Salm-Salm (* 1953); Präsident der Arbeitsgemeinschaft Deutscher Waldbesitzerverbände (2000–2010), auf Schloss und Weingut Wallhausen

## Anordnungen zur Brandverhütung
Nachdem in ihrem Herrschaftsgebiet in vielen Dörfern ganze Häuserreihen abgebrannt waren, erließ das Haus Salm-Salm im Jahr 1772 strenge Anordnungen zur Verhütung eines Feuerbrandes.